# Alexander Dash
Alexander Dash — коммерческий автобус среднего класса производства Walter Alexander Coachbuilders, предназначенный для эксплуатации в странах с левосторонним движением. Вытеснен с конвейера моделью Alexander ALX200.

## История
Производство автобуса Alexander Dash началось в 1991 году. За его основу были взяты шасси Dennis Dart и Volvo B6.
В основном, автобус эксплуатировался в Великобритании. В Лондоне автобус обслуживал маршруты 127, 160, 177, 202, 238 и 247.
Автобус на шасси Volvo B6 оборудован системой кондиционирования. Такой опытный образец был продемонстрирован в Гонконге.
Производство завершилось в 1999 году.

## Галерея

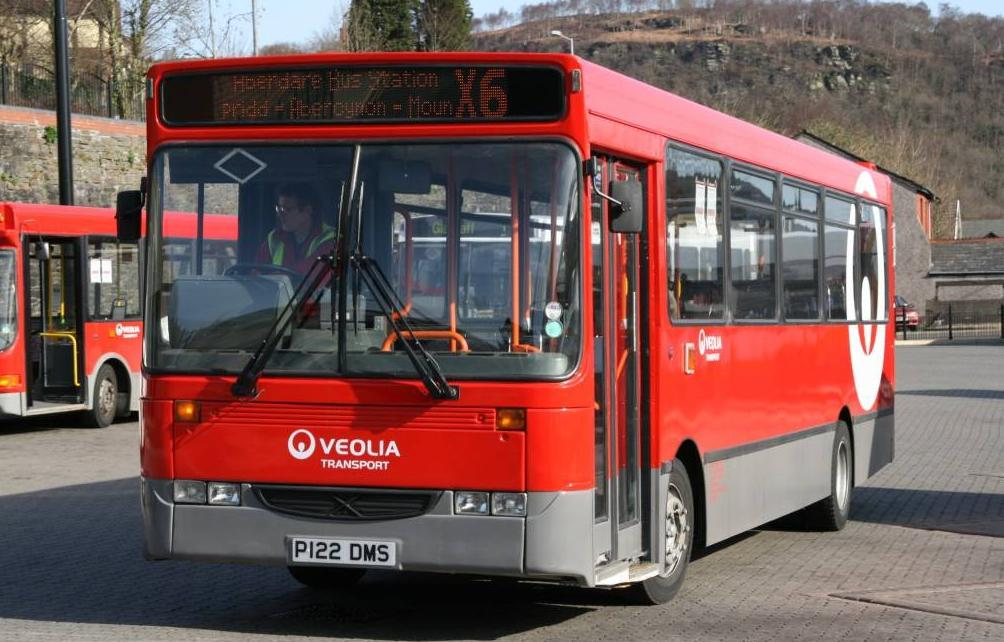
Alexander Dash на шасси Dennis Dart в Понтиприте
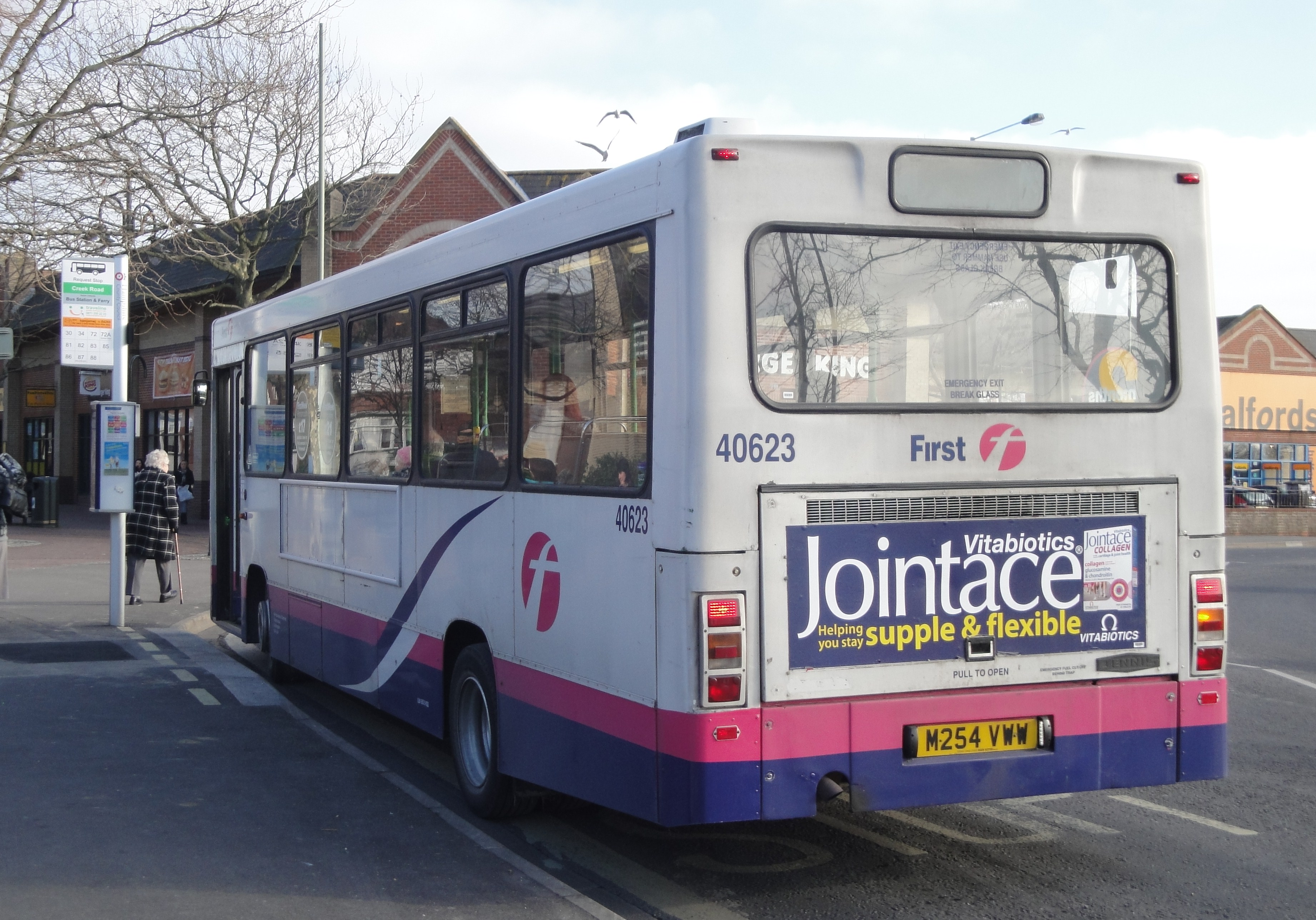
Alexander Dash на шасси Dennis Dart в Гэмпшире